# 宇志知島
宇志知島（俄語：Ушишир，羅馬化：Ushishir，日语：／ Ushishiru tō */?）俄语音译乌希希尔岛，是俄羅斯千島群島中的一個火山島，位於太平洋西北部的鄂霍次克海中，在羅處和島西南面，面積5平方公里，最高點海拔高度388米。
岛名来自阿伊努語（usey-sir），意思是“有熱水的島”。该岛是千岛阿伊努人的圣地，传说阿澄雷神（カンナカムイ）的子孙就是从此岛开始发祥的。

## 外部連結
- Sakhalin Oblast